# Â̄
Â̄ (minuscule : â̄), appelé A accent circonflexe macron, est une lettre latine utilisée dans la transcription de l’arabe.
Il s’agit de la lettre A diacritée d’un accent circonflexe et d’un macron.

## Utilisation
L’a accent circonflexe macron ‹ â̄ › est utilisé par certains auteurs pour transcrire la voyelle â extra longue dans les récitations du Coran.

## Représentations informatiques
L’A accent circonflexe macron peut être représenté avec les caractères Unicode suivants :
- précomposé (latin étendu-1, diacritiques) :

| formes    | représentations | chaînes de caractères | points de code | descriptions                                                    |
| --------- | --------------- | --------------------- | -------------- | --------------------------------------------------------------- |
| majuscule | Â̄               | Â◌̄                    | U+00C2 U+0304  | lettre majuscule latine a accent circonflexe diacritique macron |
| minuscule | â̄               | â◌̄                    | U+00E2 U+0304  | lettre minuscule latine a accent circonflexe diacritique macron |

- décomposé (latin de base, diacritiques) :

| forme     | représentation | chaîne de caractères | point de code        | description                                                                 |
| --------- | -------------- | -------------------- | -------------------- | --------------------------------------------------------------------------- |
| capitale  | Â̄              | A◌̂◌̄                  | U+0041 U+0302 U+0304 | lettre majuscule latine a diacritique accent circonflexe diacritique macron |
| minuscule | â̄              | a◌̂◌̄                  | U+0061 U+0302 U+0304 | lettre minuscule latine a diacritique accent circonflexe diacritique macron |